# ラグビートンガ代表
ラグビートンガ代表は、トンガラグビー協会によるラグビーユニオンのナショナルチームである。愛称は「イカレ・タヒ」（海鷲）である。

## 概要
フィジー・サモアとともにパシフィック・トライネイションズを形成し、1984年と1994年の2度優勝した。1995年にはスーパーラグビーの前身大会となるスーパー10に出場。
オセアニアのW杯参加経験国で唯一決勝トーナメントに進んでいないが、2011年大会でフランス代表から歴史的な勝利を挙げた。
2006年からパシフィック・ネイションズカップに参加している。
ウォークライはシピタウ。
2022年1月から、ワールドラグビーにより代表資格に関する新たなルールが加わった。これにより、他国代表としての出場から36カ月以上が経過した選手は、本人または両親か祖父母が生まれた国の代表に変更できることになった。トンガのほか、フィジーやサモアなど南太平洋諸国の選手が経済的事情などで外国へ流出している状況への配慮となる。
新しい代表資格ルール適用により、イズラエル・フォラウ（元オーストラリア代表Cap73）、ロペティ・ティマニ（同Cap12）、マラカイ・フェキトア（元ニュージーランド代表Cap24）、チャールズ・ピウタウ（同Cap17）らが、2022年からトンガ代表として出場している。

## ワールドカップの成績
- 1987年 - プール戦敗退
- 1991年 - 地区予選敗退
- 1995年 - プール戦敗退
- 1999年 - プール戦敗退
- 2003年 - プール戦敗退
- 2007年 - プール戦敗退
- 2011年 - プール戦敗退
- 2015年 - プール戦敗退
- 2019年 - プール戦敗退
- 2023年 - プール戦敗退

## 選手

### 現在の代表
トンガ代表スコッド
- ヘッドコーチ :  テヴィタ・ツイフア（英語版）

| 選手                         | ポジション     | 誕生日 (年齢)          | キャップ | チーム                     |
| ---------------------------- | -------------- | ---------------------- | -------- | -------------------------- |
| サム・モリ                   | フッカー       | 1998年12月24日（26歳） | 19       | モアナ・パシフィカ         |
| シウア・マイレ               | フッカー       | 1997年2月18日（28歳）  | 14       | ベネットン                 |
| ソセフォ・サカリア           | フッカー       | 1991年12月14日（33歳） | 22       | コロモトゥッア             |
| ジークフリート・フィシイホイ | プロップ       | 1987年6月8日（38歳）   | 29       | RCマシー                   |
| フェアオ・フォトゥアイカ     | プロップ       | 1993年4月23日（32歳）  | 5        | ブランビーズ               |
| ベン・タメイフナ             | プロップ       | 1991年8月30日（33歳）  | 41       | ボルドー・ベグル           |
| サレシ・トゥイフア           | プロップ       |                        | 4        | パクランガ                 |
| ソロモネ・トゥクアフ         | プロップ       | 1996年9月13日（28歳）  | 0        | ビアリッツ                 |
| レバ・フィフィタ             | ロック         | 1989年7月29日（36歳）  | 36       | RCナルボンヌ               |
| ケレメテ・フィナウフェトゥイ | ロック         |                        | 5        | ルーアン                   |
| ハリソン・マタール           | ロック         | 1994年1月1日（31歳）   | 10       | モン＝ド＝マルサン         |
| ヴェイコソ・ポロニアティ     | ロック         | 1995年8月27日（29歳）  | 3        | バイヨンヌ                 |
| トゥポウ・アフンギア         | バックロー     | 1999年9月12日（25歳）  | 6        | ニューオーリンズ・ゴールド |
| フォトゥ・ロコトゥイ         | バックロー     | 1992年3月19日（33歳）  | 18       | SUアジャン                 |
| ロトゥ・イニシ               | バックロー     | 1999年4月26日（26歳）  | 10       | モアナ・パシフィカ         |
| タンギノア・ハライフォヌア   | バックロー     | 1996年9月20日（28歳）  | 16       | スタッド・フランセ         |
| シオシウア・モアラ           | バックロー     | 1989年5月29日（36歳）  | 2        | ポバティベイ               |
| アイシー・ヘイロー           | スクラムハーフ | 1993年6月29日（32歳）  | 11       | モアナ・パシフィカ         |
| オーガスティン・プル         | スクラムハーフ | 1990年1月4日（35歳）   | 6        | 日野レッドドルフィンズ     |
| ソナタネ・タクルア           | スクラムハーフ | 1991年1月11日（34歳）  | 58       | シャンベリ                 |
| ウィリアム・ハヴィリ         | フライハーフ   | 1998年9月9日（26歳）   | 17       | モアナ・パシフィカ         |
| パトリック・ペレグリーニ     | フライハーフ   | 1998年9月28日（26歳）  | 12       | モアナ・パシフィカ         |
| ウィリス・ハラホロ           | センター       | 1990年6月6日（35歳）   | 0        | サバーブス                 |
| ソロモネ・カタ               | センター       | 1994年12月3日（30歳）  | 14       | レスター・タイガース       |
| フェトゥイ・パエア           | センター       | 1994年8月16日（31歳）  | 16       | ゼブレ・パルマ             |
| チャールズ・ピウタウ         | センター       | 1991年10月31日（33歳） | 7        | 静岡ブルーレヴズ           |
| ニコライ・フォリアキ         | ウイング       | 1997年12月25日（27歳） | 8        | ニューオーリンズ・ゴールド |
| フィネ・イニシ               | ウイング       | 1998年5月19日（27歳）  | 14       | モアナ・パシフィカ         |
| ジョン・タプエルエル         | ウイング       | 1999年4月7日（26歳）   | 5        | クメウ                     |
| ジョサイア・ウンガ           | フルバック     |                        | 3        | オークランド・マリスト     |

※所属、 キャップ数(Cap)は2025年7月4日現在

## 歴代の主な代表選手
- マアマ・モリティカ
- ニリ・ラトゥ
- タニエラ・モア

## ワールドラグビー男子ランキング
ワールドラグビーが発表するデータにもとづく。
| ワールドラグビー男子ランキング 上位30チーム（2025年8月11日時点） | ワールドラグビー男子ランキング 上位30チーム（2025年8月11日時点） | ワールドラグビー男子ランキング 上位30チーム（2025年8月11日時点） | ワールドラグビー男子ランキング 上位30チーム（2025年8月11日時点） |
| 順位                                                             | 変動*                                                            | チーム                                                           | ポイント                                                         |
| ---------------------------------------------------------------- | ---------------------------------------------------------------- | ---------------------------------------------------------------- | ---------------------------------------------------------------- |
| 1                                                                | 増減なし                                                         | 南アフリカ共和国                                                 | 092.78                                                           |
| 2                                                                | 増減なし                                                         | ニュージーランド                                                 | 092.06                                                           |
| 3                                                                | 増減なし                                                         | アイルランド                                                     | 089.83                                                           |
| 4                                                                | 増減なし                                                         | フランス                                                         | 087.82                                                           |
| 5                                                                | 増減なし                                                         | イングランド                                                     | 087.64                                                           |
| 6                                                                | 増減なし                                                         | オーストラリア                                                   | 082.08                                                           |
| 7                                                                | 増減なし                                                         | アルゼンチン                                                     | 082.05                                                           |
| 8                                                                | 増減なし                                                         | スコットランド                                                   | 081.57                                                           |
| 9                                                                | 増減なし                                                         | フィジー                                                         | 080.50                                                           |
| 10                                                               | 増減なし                                                         | イタリア                                                         | 077.77                                                           |
| 11                                                               | 増減なし                                                         | ジョージア                                                       | 074.69                                                           |
| 12                                                               | 増減なし                                                         | ウェールズ                                                       | 074.05                                                           |
| 13                                                               | 増減なし                                                         | サモア                                                           | 072.48                                                           |
| 14                                                               | 増減なし                                                         | 日本                                                             | 072.29                                                           |
| 15                                                               | 増減なし                                                         | スペイン                                                         | 069.12                                                           |
| 16                                                               | 増減なし                                                         | アメリカ合衆国                                                   | 068.45                                                           |
| 17                                                               | 増減なし                                                         | ウルグアイ                                                       | 067.52                                                           |
| 18                                                               | 増減なし                                                         | ポルトガル                                                       | 066.44                                                           |
| 19                                                               | 増減なし                                                         | トンガ                                                           | 065.46                                                           |
| 20                                                               | 増減なし                                                         | チリ                                                             | 063.83                                                           |
| 21                                                               | 増減なし                                                         | ルーマニア                                                       | 062.67                                                           |
| 22                                                               | 増減なし                                                         | ベルギー                                                         | 061.20                                                           |
| 23                                                               | 増減なし                                                         | 香港                                                             | 059.98                                                           |
| 24                                                               | 増減なし                                                         | ジンバブエ                                                       | 058.80                                                           |
| 25                                                               | 増減なし                                                         | カナダ                                                           | 057.75                                                           |
| 26                                                               | 増減なし                                                         | オランダ                                                         | 057.01                                                           |
| 27                                                               | 増減なし                                                         | ナミビア                                                         | 056.97                                                           |
| 28                                                               | 増減なし                                                         | ブラジル                                                         | 055.90                                                           |
| 29                                                               | 増減なし                                                         | スイス                                                           | 055.26                                                           |
| 30                                                               | 増減なし                                                         | ポーランド                                                       | 054.06                                                           |
| *前週からの変動                                                  |                                                                  |                                                                  |                                                                  |
| トンガのランキングの推移                                         |                                                                  |                                                                  |                                                                  |
| 生のグラフデータを参照/編集してください.                         |                                                                  |                                                                  |                                                                  |
| 出典: ワールドラグビー 推移グラフの最終更新: 2025年8月11日       |                                                                  |                                                                  |                                                                  |
|                                                                  | 現在、技術上の問題で一時的にグラフが表示されなくなっています。   |                                                                  |                                                                  |